# Lac aux Montagnais
Pour les articles homonymes, voir Montagnais.
Le lac aux Montagnais est un plan d'eau douce à la tête de la rivière aux Montagnais, dans le territoire non organisé de Lac-Jacques-Cartier, dans la municipalité régionale de comté (MRC) de La Côte-de-Beaupré, dans la région administrative de la Capitale-Nationale, dans la province de Québec, au Canada. Le lac aux Montagnais est situé dans la partie nord-ouest de la réserve faunique des Laurentides.
Le lac aux Montagnais est situé entre la route 169 (reliant Québec à Alma) et la route 155 (reliant La Tuque et Chambord). Une route forestière contourne la partie nord du lac. Quelques routes forestières secondaires desservent cette zone pour les besoins de la foresterie et des activités récréotouristiques.
La foresterie constitue la principale activité économique du secteur ; les activités récréotouristiques, en second.
La surface du lac aux Montagnais est habituellement gelée du début de décembre à la fin mars, toutefois la circulation sécuritaire sur la glace se fait généralement de la mi-décembre à la mi-mars.

## Géographie
Les principaux bassins versants voisins du lac aux Montagnais sont :
- côté nord : lac des Moufettes, lac Carbonneau, rivière aux Écorces ;
- côté est : lac Métascouac, lac Tomachiche, lac Monbrion, lac aux Écorces, rivière aux Écorces ;
- côté sud : lac aux Cailloux, lac Berthiaume, rivière Métascouac, rivière Métabetchouane, lac Saint-Henri ;
- côté ouest : rivière aux Montagnais, rivière Moncouche, rivière Métabetchouane, ruisseau Contourné, lac Saint-Jean.

Le lac aux Montagnais comporte une longueur de 4,0 km, une largeur de 1,0 km et une altitude de 494 m. Ce lac est surtout alimenté par des ruisseaux riverains, la décharge du lac Houlette, la rivière aux Montagnais (venant du sud) et le ruisseau de l’Amitié. Une presqu’île rattachée à la rive nord s’étire sur 1,3 km vers le sud. Une bande de terre de 1,3 km de long sur la rive est le sépare avec le lac de l’Amitié.
L’embouchure du lac aux Montagnais est située au fond d’une baie l’extrême sud-est du lac, à :
- 5,4 km au nord-ouest du lac Métascouac ;
- 8,1 km au sud-est de la confluence de la rivière aux Montagnais et de la rivière Moncouche ;
- 9,2 km au sud-est de la confluence de la rivière Moncouche et de la rivière Métabetchouane ;
- 10,8 km au sud-ouest du lac aux Écorces ;
- 20,5 km à l’est du centre du village de Van Bruyssel situé le long du chemin de fer du Canadien National ;
- 59,0 km au sud-est du lac Saint-Jean à l’embouchure de la rivière Métabetchouane[2].

À partir de l’embouchure du lac aux Montagnais, le courant suit consécutivement le cours de :
- la rivière aux Montagnais sur 20,7 km généralement vers le nord-est ;
- la rivière Moncouche sur 5,0 km généralement vers le sud-ouest ;
- la rivière Métabetchouane sur 83,9 km généralement vers le nord-ouest ;
- le lac Saint-Jean sur 22,25 km vers le nord-est jusqu’à la petite Décharge ;
- la rivière Saguenay via la Petite Décharge sur 172,3 km vers l’est jusqu’à Tadoussac où il conflue avec l’estuaire du Saint-Laurent[2].

## Toponymie
Le terme spécifique « Montagnais » désigne une des nations autochtones de la famille algonquienne de l'Est du Canada, aujourd'hui désignée sous l'appellation « Innu ». Avant l'arrivée des premiers colons français, les Innus occupaient un immense territoire de 600 km de profondeur s'étendant, sur la rive nord du fleuve Saint-Laurent, de la ville de Québec à la mer du Labrador. Sur la rive sud, leur territoire englobait les bassins hydrographiques de la rivière du Loup et de la rivière Matane. Déjà en 1892, l'arpenteur Henry O'Sullivan décrit le lac en ces termes : « Lac Montagnais. C'est une magnifique nappe d'eau d'une circonférence de plus de six milles. Bien pourvu de truite tachetée ». Aujourd'hui, des installations permanentes accueillent vacanciers, chasseurs et pêcheurs à ce lac fréquenté anciennement, sans doute, par les Innus des environs du lac Saint-Jean.
Le toponyme lac aux Montagnais a été officialisé le 5 décembre 1968 par la Commission de toponymie du Québec.